# NGC 576
NGC 576 ist eine Linsenförmige Galaxie vom Hubble-Typ SB0/a im Sternbild Phönix am Südsternhimmel. Sie ist schätzungsweise 157 Millionen Lichtjahre von der Milchstraße entfernt und hat einen Durchmesser von etwa 45.000 Lj.
Das Objekt wurde am 3. Oktober 1834 von dem britischen Astronomen John Herschel entdeckt.